# Модус (история права)
Модус — в российском праве в конце XIX века это было технико-юридическое понятие, обнимающее некоторые добавочные оговорки при совершении безвозмездных юридических сделок, особенно дарений и завещаний.
Под модусом в конце XIX века (значение термина в XXI веке — см. статью Модус (право) ) подразумевались обязанности, налагаемые дарителем или завещателем на лицо, к которому переходит имущество в целом или части — обязанности, подлежащие исполнению под страхом ответственности в виде штрафа уплаты убытков или отобрания имущества, но не имеющие характера и последствий условия, как составной части юридической сделки, и не составляющие вознаграждения за переход имущества.
В качестве модуса допускаются всякого рода определения, не противные законам и нравственности и не ставящие лицо, получающее имущество, в двусмысленное или смешное положение: совершение тех или иных действий в пользу указанных лиц, уплата алиментов, постановка памятника, специальные заботы о той или другой части имущества и т. д.
Неисполнение модуса никогда не ведёт к уничтожению сделки, признаваемой действительной с момента её заключения; за некоторыми исключениями, оно имеет обязательственное, а не вещное действие. Согласно с таким характером модуса, его конструируют юридически как добавочное обязательственное отношение при заключении сделки, не связанное с нею по существу (в противоположность тому, что имеет место при включении условия) и потому имеющее самостоятельное значение.
Попытка Виндшейда создать из понятия модуса и некоторых других юридических явлений, с ним схожих, особую категорию побочных составных частей юридической сделки, стоящую, под именем Voraussetzung, рядом с понятиями условия и срока («Lebhbuch der Pandekten» 97), нашла немного сторонников и отвергнута, как субъективная, составителями нового общегерманского гражданского уложения.
О признании и роли модуса в русском праве см. Анненков, «Система русского гражданского права» (I, 439—442). В. В.